# قائمة أبطال يو إف سي
أبطال يو إف سي هم مقاتلون فازوا برقع يو إف سي.